# Tour de Grande-Bretagne 2018
Le Tour de Grande-Bretagne 2018 (officiellement : OVO Energy Tour of Britain) est la 79e édition de cette course cycliste par étapes masculine. Il a lieu en Grande-Bretagne du 2 au 9 septembre 2018. Il se déroule entre Pembrey Country Park et Londres sur un parcours de 1 136,1 km et fait partie du calendrier UCI Europe Tour 2018 en catégorie 2.HC.

## Présentation

### Parcours
Le Tour de Grande-Bretagne est tracé sur huit étapes, dont un contre-la-montre par équipes, pour une distance totale de 1136,1 kilomètres.

### Équipes
20 équipes participent à ce Tour de Grande-Bretagne - 11 UCI WorldTeams, 4 équipes continentales professionnelles et 4 équipes continentales et une sélection nationale :
| WorldTeams (11)- BMC Racing Team - Dimension Data - EF Education First-Drapac p/b Cannondale - Katusha-Alpecin - Lotto NL-Jumbo - Lotto Soudal - Mitchelton-Scott - Movistar Team - Quick-Step Floors - Sky - Team Sunweb Équipes continentales professionnelles (3)- Bardiani CSF - Direct Énergie - Wanty-Groupe Gobert Équipes continentales (5)- Canyon Eisberg - JLT Condor - Madison Genesis - ONE Pro Cycling - Wiggins Équipe nationale- Grande-Bretagne |
| |

## Étapes
| Étape     | Date    | Villes étapes                       | type                         | Distance (km) | Vainqueur d'étape  | Leader du classement général |
| --------- | ------- | ----------------------------------- | ---------------------------- | ------------- | ------------------ | ---------------------------- |
| 1re étape | 2 sept. | Pembrey Country Park – Newport      | étape vallonnée              | 174,8         | André Greipel      | André Greipel                |
| 2e étape  | 3 sept. | Cranbrook – Barnstaple              | étape vallonnée              | 174,9         | Cameron Meyer      | Alessandro Tonelli           |
| 3e étape  | 4 sept. | Bristol – Bristol                   | étape vallonnée              | 128           | Julian Alaphilippe | Patrick Bevin                |
| 4e étape  | 5 sept. | Nuneaton – Royal Leamington Spa     | étape vallonnée              | 183,5         | André Greipel      | Patrick Bevin                |
| 5e étape  | 6 sept. | Cockermouth – Whinlatter            | contre-la-montre par équipes | 14            | Lotto NL-Jumbo     | Primož Roglič                |
| 6e étape  | 7 sept. | Barrow-in-Furness – Whinlatter Pass | étape de moyenne montagne    | 168,3         | Wout Poels         | Julian Alaphilippe           |
| 7e étape  | 8 sept. | West Bridgford – Mansfield          | étape de plaine              | 215,6         | Ian Stannard       | Julian Alaphilippe           |
| 8e étape  | 9 sept. | Londres – Londres                   | étape de plaine              | 77            | Caleb Ewan         | Julian Alaphilippe           |

## Déroulement de la course

### 1reétape
| \| Classement de l'étape \| Classement de l'étape \| Classement de l'étape \| Classement de l'étape \| Classement de l'étape \| \| Coureur \| Coureur \| Pays \| Équipe \| Temps \| \| --------------------- \| --------------------- \| --------------------- \| --------------------- \| --------------------- \| \| 1er \| André Greipel \| Allemagne \| Lotto-Soudal \| 4 h 00 min 54 s \| \| 2e \| Caleb Ewan \| Australie \| Mitchelton-Scott \| + 0 s \| \| 3e \| Fernando Gaviria \| Colombie \| Quick-Step Floors \| + 0 s \| \| 4e \| Gabriel Cullaigh \| Royaume-Uni \| Team Wiggins \| + 0 s \| \| 5e \| Jürgen Roelandts \| Belgique \| BMC Racing Team \| + 0 s \| \| 6e \| Andrea Pasqualon \| Italie \| Wanty-Groupe Gobert \| + 0 s \| \| 7e \| Ethan Hayter \| Royaume-Uni \| Grande-Bretagne \| + 0 s \| \| 8e \| Paolo Simion \| Italie \| Bardiani CSF \| + 0 s \| \| 9e \| Vincenzo Albanese \| Italie \| Bardiani CSF \| + 0 s \| \| 10e \| Wout Poels \| Pays-Bas \| Team Sky \| + 0 s \| |                   |             |                     |                 |
| |                   |             |                     |                 |
| Source : ProCyclingStats |                   |             |                     |                 |
| Classement de l'étape |                   |             |                     |                 |
| Coureur | Coureur           | Pays        | Équipe              | Temps           |
| 1er | André Greipel     | Allemagne   | Lotto-Soudal        | 4 h 00 min 54 s |
| 2e | Caleb Ewan        | Australie   | Mitchelton-Scott    | + 0 s           |
| 3e | Fernando Gaviria  | Colombie    | Quick-Step Floors   | + 0 s           |
| 4e | Gabriel Cullaigh  | Royaume-Uni | Team Wiggins        | + 0 s           |
| 5e | Jürgen Roelandts  | Belgique    | BMC Racing Team     | + 0 s           |
| 6e | Andrea Pasqualon  | Italie      | Wanty-Groupe Gobert | + 0 s           |
| 7e | Ethan Hayter      | Royaume-Uni | Grande-Bretagne     | + 0 s           |
| 8e | Paolo Simion      | Italie      | Bardiani CSF        | + 0 s           |
| 9e | Vincenzo Albanese | Italie      | Bardiani CSF        | + 0 s           |
| 10e | Wout Poels        | Pays-Bas    | Team Sky            | + 0 s           |

| \| Classement général \| Classement général \| Classement général \| Classement général \| Classement général \| \| Coureur \| Coureur \| Pays \| Équipe \| Temps \| \| ------------------ \| ------------------ \| ------------------ \| ------------------- \| ------------------ \| \| 1er \| André Greipel \| Allemagne \| Lotto-Soudal \| 4 h 00 min 44 s \| \| 2e \| Caleb Ewan \| Australie \| Mitchelton-Scott \| + 4 s \| \| 3e \| Fernando Gaviria \| Colombie \| Quick-Step Floors \| + 6 s \| \| 4e \| Gabriel Cullaigh \| Royaume-Uni \| Team Wiggins \| + 10 s \| \| 5e \| Jürgen Roelandts \| Belgique \| BMC Racing Team \| + 10 s \| \| 6e \| Andrea Pasqualon \| Italie \| Wanty-Groupe Gobert \| + 10 s \| \| 7e \| Ethan Hayter \| Royaume-Uni \| Grande-Bretagne \| + 10 s \| \| 8e \| Paolo Simion \| Italie \| Bardiani CSF \| + 10 s \| \| 9e \| Vincenzo Albanese \| Italie \| Bardiani CSF \| + 10 s \| \| 10e \| Wout Poels \| Pays-Bas \| Team Sky \| + 10 s \| |                   |             |                     |                 |
| |                   |             |                     |                 |
| Source : ProCyclingStats |                   |             |                     |                 |
| Classement général |                   |             |                     |                 |
| Coureur | Coureur           | Pays        | Équipe              | Temps           |
| 1er | André Greipel     | Allemagne   | Lotto-Soudal        | 4 h 00 min 44 s |
| 2e | Caleb Ewan        | Australie   | Mitchelton-Scott    | + 4 s           |
| 3e | Fernando Gaviria  | Colombie    | Quick-Step Floors   | + 6 s           |
| 4e | Gabriel Cullaigh  | Royaume-Uni | Team Wiggins        | + 10 s          |
| 5e | Jürgen Roelandts  | Belgique    | BMC Racing Team     | + 10 s          |
| 6e | Andrea Pasqualon  | Italie      | Wanty-Groupe Gobert | + 10 s          |
| 7e | Ethan Hayter      | Royaume-Uni | Grande-Bretagne     | + 10 s          |
| 8e | Paolo Simion      | Italie      | Bardiani CSF        | + 10 s          |
| 9e | Vincenzo Albanese | Italie      | Bardiani CSF        | + 10 s          |
| 10e | Wout Poels        | Pays-Bas    | Team Sky            | + 10 s          |

### 2eétape
| \| Classement de l'étape \| Classement de l'étape \| Classement de l'étape \| Classement de l'étape \| Classement de l'étape \| \| Coureur \| Coureur \| Pays \| Équipe \| Temps \| \| --------------------- \| --------------------- \| --------------------- \| ------------------------- \| --------------------- \| \| 1er \| Cameron Meyer \| Australie \| Mitchelton-Scott \| 4 h 14 min 46 s \| \| 2e \| Alessandro Tonelli \| Italie \| Bardiani CSF \| + 1 s \| \| 3e \| Patrick Bevin \| Nouvelle-Zélande \| BMC Racing Team \| + 2 s \| \| 4e \| Julian Alaphilippe \| France \| Quick-Step Floors \| + 2 s \| \| 5e \| Jasha Sütterlin \| Allemagne \| Movistar Team \| + 2 s \| \| 6e \| Primož Roglič \| Slovénie \| LottoNL-Jumbo \| + 2 s \| \| 7e \| Wout Poels \| Pays-Bas \| Team Sky \| + 2 s \| \| 8e \| Chris Hamilton \| Australie \| Team Sunweb \| + 2 s \| \| 9e \| Bob Jungels \| Luxembourg \| Quick-Step Floors \| + 2 s \| \| 10e \| Hugh Carthy \| Royaume-Uni \| EF Education First-Drapac \| + 9 s \| |                    |                  |                           |                 |
| |                    |                  |                           |                 |
| Source : ProCyclingStats |                    |                  |                           |                 |
| Classement de l'étape |                    |                  |                           |                 |
| Coureur | Coureur            | Pays             | Équipe                    | Temps           |
| 1er | Cameron Meyer      | Australie        | Mitchelton-Scott          | 4 h 14 min 46 s |
| 2e | Alessandro Tonelli | Italie           | Bardiani CSF              | + 1 s           |
| 3e | Patrick Bevin      | Nouvelle-Zélande | BMC Racing Team           | + 2 s           |
| 4e | Julian Alaphilippe | France           | Quick-Step Floors         | + 2 s           |
| 5e | Jasha Sütterlin    | Allemagne        | Movistar Team             | + 2 s           |
| 6e | Primož Roglič      | Slovénie         | LottoNL-Jumbo             | + 2 s           |
| 7e | Wout Poels         | Pays-Bas         | Team Sky                  | + 2 s           |
| 8e | Chris Hamilton     | Australie        | Team Sunweb               | + 2 s           |
| 9e | Bob Jungels        | Luxembourg       | Quick-Step Floors         | + 2 s           |
| 10e | Hugh Carthy        | Royaume-Uni      | EF Education First-Drapac | + 9 s           |

| \| Classement général \| Classement général \| Classement général \| Classement général \| Classement général \| \| Coureur \| Coureur \| Pays \| Équipe \| Temps \| \| ------------------ \| ------------------ \| ------------------ \| ------------------------- \| ------------------ \| \| 1er \| Alessandro Tonelli \| Italie \| Bardiani CSF \| 8 h 15 min 30 s \| \| 2e \| Cameron Meyer \| Australie \| Mitchelton-Scott \| + 0 s \| \| 3e \| Patrick Bevin \| Nouvelle-Zélande \| BMC Racing Team \| + 8 s \| \| 4e \| Wout Poels \| Pays-Bas \| Team Sky \| + 12 s \| \| 5e \| Jasha Sütterlin \| Allemagne \| Movistar Team \| + 12 s \| \| 6e \| Chris Hamilton \| Australie \| Team Sunweb \| + 12 s \| \| 7e \| Julian Alaphilippe \| France \| Quick-Step Floors \| + 12 s \| \| 8e \| Bob Jungels \| Luxembourg \| Quick-Step Floors \| + 12 s \| \| 9e \| Primož Roglič \| Slovénie \| LottoNL-Jumbo \| + 12 s \| \| 10e \| Hugh Carthy \| Royaume-Uni \| EF Education First-Drapac \| + 19 s \| |                    |                  |                           |                 |
| |                    |                  |                           |                 |
| Source : ProCyclingStats |                    |                  |                           |                 |
| Classement général |                    |                  |                           |                 |
| Coureur | Coureur            | Pays             | Équipe                    | Temps           |
| 1er | Alessandro Tonelli | Italie           | Bardiani CSF              | 8 h 15 min 30 s |
| 2e | Cameron Meyer      | Australie        | Mitchelton-Scott          | + 0 s           |
| 3e | Patrick Bevin      | Nouvelle-Zélande | BMC Racing Team           | + 8 s           |
| 4e | Wout Poels         | Pays-Bas         | Team Sky                  | + 12 s          |
| 5e | Jasha Sütterlin    | Allemagne        | Movistar Team             | + 12 s          |
| 6e | Chris Hamilton     | Australie        | Team Sunweb               | + 12 s          |
| 7e | Julian Alaphilippe | France           | Quick-Step Floors         | + 12 s          |
| 8e | Bob Jungels        | Luxembourg       | Quick-Step Floors         | + 12 s          |
| 9e | Primož Roglič      | Slovénie         | LottoNL-Jumbo             | + 12 s          |
| 10e | Hugh Carthy        | Royaume-Uni      | EF Education First-Drapac | + 19 s          |

### 3eétape
| \| Classement de l'étape \| Classement de l'étape \| Classement de l'étape \| Classement de l'étape \| Classement de l'étape \| \| Coureur \| Coureur \| Pays \| Équipe \| Temps \| \| --------------------- \| --------------------- \| --------------------- \| --------------------- \| --------------------- \| \| 1er \| Julian Alaphilippe \| France \| Quick-Step Floors \| 2 h 47 min 41 s \| \| 2e \| Patrick Bevin \| Nouvelle-Zélande \| BMC Racing Team \| + 0 s \| \| 3e \| Emīls Liepiņš \| Lettonie \| ONE Pro Cycling \| + 0 s \| \| 4e \| Ethan Hayter \| Royaume-Uni \| Grande-Bretagne \| + 0 s \| \| 5e \| Jasper De Buyst \| Belgique \| Lotto-Soudal \| + 0 s \| \| 6e \| Connor Swift \| Royaume-Uni \| Dimension Data \| + 0 s \| \| 7e \| Mads Würtz Schmidt \| Danemark \| Katusha-Alpecin \| + 0 s \| \| 8e \| Jasha Sütterlin \| Allemagne \| Movistar Team \| + 0 s \| \| 9e \| Dion Smith \| Nouvelle-Zélande \| Wanty-Groupe Gobert \| + 0 s \| \| 10e \| Xandro Meurisse \| Belgique \| Wanty-Groupe Gobert \| + 0 s \| |                    |                  |                     |                 |
| |                    |                  |                     |                 |
| Source : ProCyclingStats |                    |                  |                     |                 |
| Classement de l'étape |                    |                  |                     |                 |
| Coureur | Coureur            | Pays             | Équipe              | Temps           |
| 1er | Julian Alaphilippe | France           | Quick-Step Floors   | 2 h 47 min 41 s |
| 2e | Patrick Bevin      | Nouvelle-Zélande | BMC Racing Team     | + 0 s           |
| 3e | Emīls Liepiņš      | Lettonie         | ONE Pro Cycling     | + 0 s           |
| 4e | Ethan Hayter       | Royaume-Uni      | Grande-Bretagne     | + 0 s           |
| 5e | Jasper De Buyst    | Belgique         | Lotto-Soudal        | + 0 s           |
| 6e | Connor Swift       | Royaume-Uni      | Dimension Data      | + 0 s           |
| 7e | Mads Würtz Schmidt | Danemark         | Katusha-Alpecin     | + 0 s           |
| 8e | Jasha Sütterlin    | Allemagne        | Movistar Team       | + 0 s           |
| 9e | Dion Smith         | Nouvelle-Zélande | Wanty-Groupe Gobert | + 0 s           |
| 10e | Xandro Meurisse    | Belgique         | Wanty-Groupe Gobert | + 0 s           |

| \| Classement général \| Classement général \| Classement général \| Classement général \| Classement général \| \| Coureur \| Coureur \| Pays \| Équipe \| Temps \| \| ------------------ \| ------------------ \| ------------------ \| ------------------------- \| ------------------ \| \| 1er \| Patrick Bevin \| Nouvelle-Zélande \| BMC Racing Team \| 11 h 03 min 11 s \| \| 2e \| Cameron Meyer \| Australie \| Mitchelton-Scott \| + 0 s \| \| 3e \| Julian Alaphilippe \| France \| Quick-Step Floors \| + 2 s \| \| 4e \| Jasha Sütterlin \| Allemagne \| Movistar Team \| + 12 s \| \| 5e \| Wout Poels \| Pays-Bas \| Team Sky \| + 12 s \| \| 6e \| Chris Hamilton \| Australie \| Team Sunweb \| + 12 s \| \| 7e \| Bob Jungels \| Luxembourg \| Quick-Step Floors \| + 12 s \| \| 8e \| Primož Roglič \| Slovénie \| LottoNL-Jumbo \| + 12 s \| \| 9e \| Hugh Carthy \| Royaume-Uni \| EF Education First-Drapac \| + 19 s \| \| 10e \| Scott Davies \| Royaume-Uni \| Dimension Data \| + 22 s \| |                    |                  |                           |                  |
| |                    |                  |                           |                  |
| Source : ProCyclingStats |                    |                  |                           |                  |
| Classement général |                    |                  |                           |                  |
| Coureur | Coureur            | Pays             | Équipe                    | Temps            |
| 1er | Patrick Bevin      | Nouvelle-Zélande | BMC Racing Team           | 11 h 03 min 11 s |
| 2e | Cameron Meyer      | Australie        | Mitchelton-Scott          | + 0 s            |
| 3e | Julian Alaphilippe | France           | Quick-Step Floors         | + 2 s            |
| 4e | Jasha Sütterlin    | Allemagne        | Movistar Team             | + 12 s           |
| 5e | Wout Poels         | Pays-Bas         | Team Sky                  | + 12 s           |
| 6e | Chris Hamilton     | Australie        | Team Sunweb               | + 12 s           |
| 7e | Bob Jungels        | Luxembourg       | Quick-Step Floors         | + 12 s           |
| 8e | Primož Roglič      | Slovénie         | LottoNL-Jumbo             | + 12 s           |
| 9e | Hugh Carthy        | Royaume-Uni      | EF Education First-Drapac | + 19 s           |
| 10e | Scott Davies       | Royaume-Uni      | Dimension Data            | + 22 s           |

### 4eétape
| \| Classement de l'étape \| Classement de l'étape \| Classement de l'étape \| Classement de l'étape \| Classement de l'étape \| \| Coureur \| Coureur \| Pays \| Équipe \| Temps \| \| --------------------- \| --------------------- \| --------------------- \| ------------------------- \| --------------------- \| \| 1er \| André Greipel \| Allemagne \| Lotto-Soudal \| 4 h 22 min 04 s \| \| 2e \| Sacha Modolo \| Italie \| EF Education First-Drapac \| + 0 s \| \| 3e \| Patrick Bevin \| Nouvelle-Zélande \| BMC Racing Team \| + 0 s \| \| 4e \| Rick Zabel \| Allemagne \| Katusha-Alpecin \| + 0 s \| \| 5e \| Carlos Barbero \| Espagne \| Movistar Team \| + 0 s \| \| 6e \| Emīls Liepiņš \| Lettonie \| ONE Pro Cycling \| + 0 s \| \| 7e \| Romain Cardis \| France \| Direct Énergie \| + 0 s \| \| 8e \| Daniel McLay \| Royaume-Uni \| EF Education First-Drapac \| + 0 s \| \| 9e \| Andrew Tennant \| Royaume-Uni \| Canyon Eisberg \| + 0 s \| \| 10e \| Gabriel Cullaigh \| Royaume-Uni \| Team Wiggins \| + 0 s \| |                  |                  |                           |                 |
| |                  |                  |                           |                 |
| Source : ProCyclingStats |                  |                  |                           |                 |
| Classement de l'étape |                  |                  |                           |                 |
| Coureur | Coureur          | Pays             | Équipe                    | Temps           |
| 1er | André Greipel    | Allemagne        | Lotto-Soudal              | 4 h 22 min 04 s |
| 2e | Sacha Modolo     | Italie           | EF Education First-Drapac | + 0 s           |
| 3e | Patrick Bevin    | Nouvelle-Zélande | BMC Racing Team           | + 0 s           |
| 4e | Rick Zabel       | Allemagne        | Katusha-Alpecin           | + 0 s           |
| 5e | Carlos Barbero   | Espagne          | Movistar Team             | + 0 s           |
| 6e | Emīls Liepiņš    | Lettonie         | ONE Pro Cycling           | + 0 s           |
| 7e | Romain Cardis    | France           | Direct Énergie            | + 0 s           |
| 8e | Daniel McLay     | Royaume-Uni      | EF Education First-Drapac | + 0 s           |
| 9e | Andrew Tennant   | Royaume-Uni      | Canyon Eisberg            | + 0 s           |
| 10e | Gabriel Cullaigh | Royaume-Uni      | Team Wiggins              | + 0 s           |

| \| Classement général \| Classement général \| Classement général \| Classement général \| Classement général \| \| Coureur \| Coureur \| Pays \| Équipe \| Temps \| \| ------------------ \| ------------------ \| ------------------ \| ------------------------- \| ------------------ \| \| 1er \| Patrick Bevin \| Nouvelle-Zélande \| BMC Racing Team \| 15 h 25 min 11 s \| \| 2e \| Cameron Meyer \| Australie \| Mitchelton-Scott \| + 4 s \| \| 3e \| Julian Alaphilippe \| France \| Quick-Step Floors \| + 6 s \| \| 4e \| Jasha Sütterlin \| Allemagne \| Movistar Team \| + 16 s \| \| 5e \| Wout Poels \| Pays-Bas \| Team Sky \| + 16 s \| \| 6e \| Chris Hamilton \| Australie \| Team Sunweb \| + 16 s \| \| 7e \| Bob Jungels \| Luxembourg \| Quick-Step Floors \| + 16 s \| \| 8e \| Primož Roglič \| Slovénie \| LottoNL-Jumbo \| + 16 s \| \| 9e \| Hugh Carthy \| Royaume-Uni \| EF Education First-Drapac \| + 23 s \| \| 10e \| Scott Davies \| Royaume-Uni \| Dimension Data \| + 26 s \| |                    |                  |                           |                  |
| |                    |                  |                           |                  |
| Source : ProCyclingStats |                    |                  |                           |                  |
| Classement général |                    |                  |                           |                  |
| Coureur | Coureur            | Pays             | Équipe                    | Temps            |
| 1er | Patrick Bevin      | Nouvelle-Zélande | BMC Racing Team           | 15 h 25 min 11 s |
| 2e | Cameron Meyer      | Australie        | Mitchelton-Scott          | + 4 s            |
| 3e | Julian Alaphilippe | France           | Quick-Step Floors         | + 6 s            |
| 4e | Jasha Sütterlin    | Allemagne        | Movistar Team             | + 16 s           |
| 5e | Wout Poels         | Pays-Bas         | Team Sky                  | + 16 s           |
| 6e | Chris Hamilton     | Australie        | Team Sunweb               | + 16 s           |
| 7e | Bob Jungels        | Luxembourg       | Quick-Step Floors         | + 16 s           |
| 8e | Primož Roglič      | Slovénie         | LottoNL-Jumbo             | + 16 s           |
| 9e | Hugh Carthy        | Royaume-Uni      | EF Education First-Drapac | + 23 s           |
| 10e | Scott Davies       | Royaume-Uni      | Dimension Data            | + 26 s           |

### 5eétape
| \| Classement de l'étape \| Classement de l'étape \| Classement de l'étape \| Classement de l'étape \| Classement de l'étape \| Classement de l'étape \| \| Équipe \| Équipe \| Pays \| Temps \| Écart de temps \| Vitesse moy. \| \| --------------------- \| --------------------- \| --------------------- \| --------------------- \| --------------------- \| --------------------- \| \| 1re \| Lotto NL-Jumbo \| Pays-Bas \| 19 min 37 s \| 0 s \| 42.821 km/h \| \| 2e \| Quick-Step Floors \| Belgique \| 19 min 53 s \| + 16 s \| 42.246 km/h \| \| 3e \| Katusha-Alpecin \| Suisse \| 19 min 57 s \| + 20 s \| 42.105 km/h \| \| 4e \| Sky \| Royaume-Uni \| 20 min 03 s \| + 26 s \| 41.895 km/h \| \| 5e \| Movistar Team \| Espagne \| 20 min 13 s \| + 36 s \| 41.550 km/h \| \| 6e \| BMC Racing Team \| États-Unis \| 20 min 17 s \| + 40 s \| 41.413 km/h \| \| 7e \| Mitchelton-Scott \| Australie \| 20 min 31 s \| + 54 s \| 40.942 km/h \| \| 8e \| Team Sunweb \| Allemagne \| 20 min 43 s \| + 1 min 06 s \| 40.547 km/h \| \| 9e \| Direct Énergie \| France \| 20 min 47 s \| + 1 min 10 s \| 40.417 km/h \| \| 10e \| Grande-Bretagne \| Royaume-Uni \| 20 min 55 s \| + 1 min 18 s \| 40.159 km/h \| |                   |             |             |                |              |
| |                   |             |             |                |              |
| Source : ProCyclingStats |                   |             |             |                |              |
| Classement de l'étape |                   |             |             |                |              |
| Équipe | Équipe            | Pays        | Temps       | Écart de temps | Vitesse moy. |
| 1re | Lotto NL-Jumbo    | Pays-Bas    | 19 min 37 s | 0 s            | 42.821 km/h  |
| 2e | Quick-Step Floors | Belgique    | 19 min 53 s | + 16 s         | 42.246 km/h  |
| 3e | Katusha-Alpecin   | Suisse      | 19 min 57 s | + 20 s         | 42.105 km/h  |
| 4e | Sky               | Royaume-Uni | 20 min 03 s | + 26 s         | 41.895 km/h  |
| 5e | Movistar Team     | Espagne     | 20 min 13 s | + 36 s         | 41.550 km/h  |
| 6e | BMC Racing Team   | États-Unis  | 20 min 17 s | + 40 s         | 41.413 km/h  |
| 7e | Mitchelton-Scott  | Australie   | 20 min 31 s | + 54 s         | 40.942 km/h  |
| 8e | Team Sunweb       | Allemagne   | 20 min 43 s | + 1 min 06 s   | 40.547 km/h  |
| 9e | Direct Énergie    | France      | 20 min 47 s | + 1 min 10 s   | 40.417 km/h  |
| 10e | Grande-Bretagne   | Royaume-Uni | 20 min 55 s | + 1 min 18 s   | 40.159 km/h  |

| \| Classement général \| Classement général \| Classement général \| Classement général \| Classement général \| \| Coureur \| Coureur \| Pays \| Équipe \| Temps \| \| ------------------ \| ------------------ \| ------------------ \| ------------------ \| ------------------ \| \| 1er \| Primož Roglič \| Slovénie \| LottoNL-Jumbo \| 15 h 45 min 04 s \| \| 2e \| Julian Alaphilippe \| France \| Quick-Step Floors \| + 6 s \| \| 3e \| Bob Jungels \| Luxembourg \| Quick-Step Floors \| + 16 s \| \| 4e \| Patrick Bevin \| Nouvelle-Zélande \| BMC Racing Team \| + 24 s \| \| 5e \| Wout Poels \| Pays-Bas \| Team Sky \| + 26 s \| \| 6e \| Pascal Eenkhoorn \| Pays-Bas \| LottoNL-Jumbo \| + 34 s \| \| 7e \| Jasha Sütterlin \| Allemagne \| Movistar Team \| + 36 s \| \| 8e \| Jos van Emden \| Pays-Bas \| LottoNL-Jumbo \| + 37 s \| \| 9e \| Neilson Powless \| États-Unis \| LottoNL-Jumbo \| + 37 s \| \| 10e \| Cameron Meyer \| Australie \| Mitchelton-Scott \| + 42 s \| |                    |                  |                   |                  |
| |                    |                  |                   |                  |
| Source : ProCyclingStats |                    |                  |                   |                  |
| Classement général |                    |                  |                   |                  |
| Coureur | Coureur            | Pays             | Équipe            | Temps            |
| 1er | Primož Roglič      | Slovénie         | LottoNL-Jumbo     | 15 h 45 min 04 s |
| 2e | Julian Alaphilippe | France           | Quick-Step Floors | + 6 s            |
| 3e | Bob Jungels        | Luxembourg       | Quick-Step Floors | + 16 s           |
| 4e | Patrick Bevin      | Nouvelle-Zélande | BMC Racing Team   | + 24 s           |
| 5e | Wout Poels         | Pays-Bas         | Team Sky          | + 26 s           |
| 6e | Pascal Eenkhoorn   | Pays-Bas         | LottoNL-Jumbo     | + 34 s           |
| 7e | Jasha Sütterlin    | Allemagne        | Movistar Team     | + 36 s           |
| 8e | Jos van Emden      | Pays-Bas         | LottoNL-Jumbo     | + 37 s           |
| 9e | Neilson Powless    | États-Unis       | LottoNL-Jumbo     | + 37 s           |
| 10e | Cameron Meyer      | Australie        | Mitchelton-Scott  | + 42 s           |

### 6eétape
| \| Classement de l'étape \| Classement de l'étape \| Classement de l'étape \| Classement de l'étape \| Classement de l'étape \| \| Coureur \| Coureur \| Pays \| Équipe \| Temps \| \| --------------------- \| --------------------- \| --------------------- \| ------------------------- \| --------------------- \| \| 1er \| Wout Poels \| Pays-Bas \| Team Sky \| 4 h 01 min 51 s \| \| 2e \| Julian Alaphilippe \| France \| Quick-Step Floors \| + 2 s \| \| 3e \| Hugh Carthy \| Royaume-Uni \| EF Education First-Drapac \| + 12 s \| \| 4e \| Jonathan Hivert \| France \| Direct Énergie \| + 21 s \| \| 5e \| Patrick Bevin \| Nouvelle-Zélande \| BMC Racing Team \| + 21 s \| \| 6e \| Tom Pidcock \| Royaume-Uni \| Team Wiggins \| + 21 s \| \| 7e \| Xandro Meurisse \| Belgique \| Wanty-Groupe Gobert \| + 21 s \| \| 8e \| Dion Smith \| Nouvelle-Zélande \| Wanty-Groupe Gobert \| + 21 s \| \| 9e \| Max Stedman \| Royaume-Uni \| Canyon Eisberg \| + 21 s \| \| 10e \| Jasha Sütterlin \| Allemagne \| Movistar Team \| + 21 s \| |                    |                  |                           |                 |
| |                    |                  |                           |                 |
| Source : ProCyclingStats |                    |                  |                           |                 |
| Classement de l'étape |                    |                  |                           |                 |
| Coureur | Coureur            | Pays             | Équipe                    | Temps           |
| 1er | Wout Poels         | Pays-Bas         | Team Sky                  | 4 h 01 min 51 s |
| 2e | Julian Alaphilippe | France           | Quick-Step Floors         | + 2 s           |
| 3e | Hugh Carthy        | Royaume-Uni      | EF Education First-Drapac | + 12 s          |
| 4e | Jonathan Hivert    | France           | Direct Énergie            | + 21 s          |
| 5e | Patrick Bevin      | Nouvelle-Zélande | BMC Racing Team           | + 21 s          |
| 6e | Tom Pidcock        | Royaume-Uni      | Team Wiggins              | + 21 s          |
| 7e | Xandro Meurisse    | Belgique         | Wanty-Groupe Gobert       | + 21 s          |
| 8e | Dion Smith         | Nouvelle-Zélande | Wanty-Groupe Gobert       | + 21 s          |
| 9e | Max Stedman        | Royaume-Uni      | Canyon Eisberg            | + 21 s          |
| 10e | Jasha Sütterlin    | Allemagne        | Movistar Team             | + 21 s          |

| \| Classement général \| Classement général \| Classement général \| Classement général \| Classement général \| \| Coureur \| Coureur \| Pays \| Équipe \| Temps \| \| ------------------ \| ------------------ \| ------------------ \| ------------------ \| ------------------ \| \| 1er \| Julian Alaphilippe \| France \| Quick-Step Floors \| 19 h 46 min 54 s \| \| 2e \| Wout Poels \| Pays-Bas \| Team Sky \| + 17 s \| \| 3e \| Primož Roglič \| Slovénie \| LottoNL-Jumbo \| + 32 s \| \| 4e \| Patrick Bevin \| Nouvelle-Zélande \| BMC Racing Team \| + 46 s \| \| 5e \| Bob Jungels \| Luxembourg \| Quick-Step Floors \| + 51 s \| \| 6e \| Jasha Sütterlin \| Allemagne \| Movistar Team \| + 58 s \| \| 7e \| Neilson Powless \| États-Unis \| LottoNL-Jumbo \| + 1 min 09 s \| \| 8e \| Dmitri Strakhov \| Russie \| Katusha-Alpecin \| + 1 min 24 s \| \| 9e \| Chris Hamilton \| Australie \| Team Sunweb \| + 1 min 28 s \| \| 10e \| Pascal Eenkhoorn \| Pays-Bas \| LottoNL-Jumbo \| + 1 min 35 s \| |                    |                  |                   |                  |
| |                    |                  |                   |                  |
| Source : ProCyclingStats |                    |                  |                   |                  |
| Classement général |                    |                  |                   |                  |
| Coureur | Coureur            | Pays             | Équipe            | Temps            |
| 1er | Julian Alaphilippe | France           | Quick-Step Floors | 19 h 46 min 54 s |
| 2e | Wout Poels         | Pays-Bas         | Team Sky          | + 17 s           |
| 3e | Primož Roglič      | Slovénie         | LottoNL-Jumbo     | + 32 s           |
| 4e | Patrick Bevin      | Nouvelle-Zélande | BMC Racing Team   | + 46 s           |
| 5e | Bob Jungels        | Luxembourg       | Quick-Step Floors | + 51 s           |
| 6e | Jasha Sütterlin    | Allemagne        | Movistar Team     | + 58 s           |
| 7e | Neilson Powless    | États-Unis       | LottoNL-Jumbo     | + 1 min 09 s     |
| 8e | Dmitri Strakhov    | Russie           | Katusha-Alpecin   | + 1 min 24 s     |
| 9e | Chris Hamilton     | Australie        | Team Sunweb       | + 1 min 28 s     |
| 10e | Pascal Eenkhoorn   | Pays-Bas         | LottoNL-Jumbo     | + 1 min 35 s     |

### 7eétape
| \| Classement de l'étape \| Classement de l'étape \| Classement de l'étape \| Classement de l'étape \| Classement de l'étape \| \| Coureur \| Coureur \| Pays \| Équipe \| Temps \| \| --------------------- \| --------------------- \| --------------------- \| --------------------- \| --------------------- \| \| 1er \| Ian Stannard \| Royaume-Uni \| Team Sky \| 4 h 56 min 27 s \| \| 2e \| Nils Politt \| Allemagne \| Katusha-Alpecin \| + 59 s \| \| 3e \| Giovanni Carboni \| Italie \| Bardiani CSF \| + 3 min 09 s \| \| 4e \| Mark McNally \| Royaume-Uni \| Wanty-Groupe Gobert \| + 3 min 54 s \| \| 5e \| Emīls Liepiņš \| Lettonie \| ONE Pro Cycling \| + 4 min 04 s \| \| 6e \| Patrick Bevin \| Nouvelle-Zélande \| BMC Racing Team \| + 4 min 04 s \| \| 7e \| Ethan Hayter \| Royaume-Uni \| Grande-Bretagne \| + 4 min 04 s \| \| 8e \| Paolo Simion \| Italie \| Bardiani CSF \| + 4 min 04 s \| \| 9e \| Andrew Tennant \| Royaume-Uni \| Canyon Eisberg \| + 4 min 04 s \| \| 10e \| Nils Eekhoff \| Pays-Bas \| Team Sunweb \| + 4 min 04 s \| |                  |                  |                     |                 |
| |                  |                  |                     |                 |
| Source : ProCyclingStats |                  |                  |                     |                 |
| Classement de l'étape |                  |                  |                     |                 |
| Coureur | Coureur          | Pays             | Équipe              | Temps           |
| 1er | Ian Stannard     | Royaume-Uni      | Team Sky            | 4 h 56 min 27 s |
| 2e | Nils Politt      | Allemagne        | Katusha-Alpecin     | + 59 s          |
| 3e | Giovanni Carboni | Italie           | Bardiani CSF        | + 3 min 09 s    |
| 4e | Mark McNally     | Royaume-Uni      | Wanty-Groupe Gobert | + 3 min 54 s    |
| 5e | Emīls Liepiņš    | Lettonie         | ONE Pro Cycling     | + 4 min 04 s    |
| 6e | Patrick Bevin    | Nouvelle-Zélande | BMC Racing Team     | + 4 min 04 s    |
| 7e | Ethan Hayter     | Royaume-Uni      | Grande-Bretagne     | + 4 min 04 s    |
| 8e | Paolo Simion     | Italie           | Bardiani CSF        | + 4 min 04 s    |
| 9e | Andrew Tennant   | Royaume-Uni      | Canyon Eisberg      | + 4 min 04 s    |
| 10e | Nils Eekhoff     | Pays-Bas         | Team Sunweb         | + 4 min 04 s    |

| \| Classement général \| Classement général \| Classement général \| Classement général \| Classement général \| \| Coureur \| Coureur \| Pays \| Équipe \| Temps \| \| ------------------ \| ------------------ \| ------------------ \| ------------------ \| ------------------ \| \| 1er \| Julian Alaphilippe \| France \| Quick-Step Floors \| 24 h 47 min 25 s \| \| 2e \| Wout Poels \| Pays-Bas \| Team Sky \| + 17 s \| \| 3e \| Primož Roglič \| Slovénie \| LottoNL-Jumbo \| + 33 s \| \| 4e \| Patrick Bevin \| Nouvelle-Zélande \| BMC Racing Team \| + 46 s \| \| 5e \| Bob Jungels \| Luxembourg \| Quick-Step Floors \| + 51 s \| \| 6e \| Jasha Sütterlin \| Allemagne \| Movistar Team \| + 58 s \| \| 7e \| Neilson Powless \| États-Unis \| LottoNL-Jumbo \| + 1 min 10 s \| \| 8e \| Dmitri Strakhov \| Russie \| Katusha-Alpecin \| + 1 min 24 s \| \| 9e \| Chris Hamilton \| Australie \| Team Sunweb \| + 1 min 28 s \| \| 10e \| Pascal Eenkhoorn \| Pays-Bas \| LottoNL-Jumbo \| + 1 min 35 s \| |                    |                  |                   |                  |
| |                    |                  |                   |                  |
| Source : ProCyclingStats |                    |                  |                   |                  |
| Classement général |                    |                  |                   |                  |
| Coureur | Coureur            | Pays             | Équipe            | Temps            |
| 1er | Julian Alaphilippe | France           | Quick-Step Floors | 24 h 47 min 25 s |
| 2e | Wout Poels         | Pays-Bas         | Team Sky          | + 17 s           |
| 3e | Primož Roglič      | Slovénie         | LottoNL-Jumbo     | + 33 s           |
| 4e | Patrick Bevin      | Nouvelle-Zélande | BMC Racing Team   | + 46 s           |
| 5e | Bob Jungels        | Luxembourg       | Quick-Step Floors | + 51 s           |
| 6e | Jasha Sütterlin    | Allemagne        | Movistar Team     | + 58 s           |
| 7e | Neilson Powless    | États-Unis       | LottoNL-Jumbo     | + 1 min 10 s     |
| 8e | Dmitri Strakhov    | Russie           | Katusha-Alpecin   | + 1 min 24 s     |
| 9e | Chris Hamilton     | Australie        | Team Sunweb       | + 1 min 28 s     |
| 10e | Pascal Eenkhoorn   | Pays-Bas         | LottoNL-Jumbo     | + 1 min 35 s     |

### 8eétape
| \| Classement de l'étape \| Classement de l'étape \| Classement de l'étape \| Classement de l'étape \| Classement de l'étape \| \| Coureur \| Coureur \| Pays \| Équipe \| Temps \| \| --------------------- \| --------------------- \| --------------------- \| --------------------- \| --------------------- \| \| 1er \| Caleb Ewan \| Australie \| Mitchelton-Scott \| 1 h 38 min 33 s \| \| 2e \| Fernando Gaviria \| Colombie \| Quick-Step Floors \| + 0 s \| \| 3e \| André Greipel \| Allemagne \| Lotto-Soudal \| + 0 s \| \| 4e \| Andrea Pasqualon \| Italie \| Wanty-Groupe Gobert \| + 0 s \| \| 5e \| Ethan Hayter \| Royaume-Uni \| Grande-Bretagne \| + 0 s \| \| 6e \| Dion Smith \| Nouvelle-Zélande \| Wanty-Groupe Gobert \| + 0 s \| \| 7e \| Jempy Drucker \| Luxembourg \| BMC Racing Team \| + 0 s \| \| 8e \| Nils Eekhoff \| Pays-Bas \| Team Sunweb \| + 0 s \| \| 9e \| Paolo Simion \| Italie \| Bardiani CSF \| + 0 s \| \| 10e \| Patrick Bevin \| Nouvelle-Zélande \| BMC Racing Team \| + 0 s \| |                  |                  |                     |                 |
| |                  |                  |                     |                 |
| Source : ProCyclingStats |                  |                  |                     |                 |
| Classement de l'étape |                  |                  |                     |                 |
| Coureur | Coureur          | Pays             | Équipe              | Temps           |
| 1er | Caleb Ewan       | Australie        | Mitchelton-Scott    | 1 h 38 min 33 s |
| 2e | Fernando Gaviria | Colombie         | Quick-Step Floors   | + 0 s           |
| 3e | André Greipel    | Allemagne        | Lotto-Soudal        | + 0 s           |
| 4e | Andrea Pasqualon | Italie           | Wanty-Groupe Gobert | + 0 s           |
| 5e | Ethan Hayter     | Royaume-Uni      | Grande-Bretagne     | + 0 s           |
| 6e | Dion Smith       | Nouvelle-Zélande | Wanty-Groupe Gobert | + 0 s           |
| 7e | Jempy Drucker    | Luxembourg       | BMC Racing Team     | + 0 s           |
| 8e | Nils Eekhoff     | Pays-Bas         | Team Sunweb         | + 0 s           |
| 9e | Paolo Simion     | Italie           | Bardiani CSF        | + 0 s           |
| 10e | Patrick Bevin    | Nouvelle-Zélande | BMC Racing Team     | + 0 s           |

## Classements finals

### Classement général final
| \| Classement général \| Classement général \| Classement général \| Classement général \| Classement général \| \| Coureur \| Coureur \| Pays \| Équipe \| Temps \| \| ------------------ \| ------------------ \| ------------------ \| ------------------ \| ------------------ \| \| 1er \| Julian Alaphilippe \| France \| Quick-Step Floors \| 26 h 25 min 58 s \| \| 2e \| Wout Poels \| Pays-Bas \| Team Sky \| + 17 s \| \| 3e \| Primož Roglič \| Slovénie \| LottoNL-Jumbo \| + 33 s \| \| 4e \| Patrick Bevin \| Nouvelle-Zélande \| BMC Racing Team \| + 42 s \| \| 5e \| Bob Jungels \| Luxembourg \| Quick-Step Floors \| + 51 s \| \| 6e \| Jasha Sütterlin \| Allemagne \| Movistar Team \| + 58 s \| \| 7e \| Neilson Powless \| États-Unis \| LottoNL-Jumbo \| + 1 min 10 s \| \| 8e \| Dmitri Strakhov \| Russie \| Katusha-Alpecin \| + 1 min 21 s \| \| 9e \| Chris Hamilton \| Australie \| Team Sunweb \| + 1 min 28 s \| \| 10e \| Pascal Eenkhoorn \| Pays-Bas \| LottoNL-Jumbo \| + 1 min 34 s \| |                    |                  |                   |                  |
| |                    |                  |                   |                  |
| Source : ProCyclingStats |                    |                  |                   |                  |
| Classement général |                    |                  |                   |                  |
| Coureur | Coureur            | Pays             | Équipe            | Temps            |
| 1er | Julian Alaphilippe | France           | Quick-Step Floors | 26 h 25 min 58 s |
| 2e | Wout Poels         | Pays-Bas         | Team Sky          | + 17 s           |
| 3e | Primož Roglič      | Slovénie         | LottoNL-Jumbo     | + 33 s           |
| 4e | Patrick Bevin      | Nouvelle-Zélande | BMC Racing Team   | + 42 s           |
| 5e | Bob Jungels        | Luxembourg       | Quick-Step Floors | + 51 s           |
| 6e | Jasha Sütterlin    | Allemagne        | Movistar Team     | + 58 s           |
| 7e | Neilson Powless    | États-Unis       | LottoNL-Jumbo     | + 1 min 10 s     |
| 8e | Dmitri Strakhov    | Russie           | Katusha-Alpecin   | + 1 min 21 s     |
| 9e | Chris Hamilton     | Australie        | Team Sunweb       | + 1 min 28 s     |
| 10e | Pascal Eenkhoorn   | Pays-Bas         | LottoNL-Jumbo     | + 1 min 34 s     |

### Classements annexes
| Classement par points | Classement par points | Classement par points | Classement par points | Classement par points |
| Coureur               | Coureur               | Pays                  | Équipe                | Points                |
| --------------------- | --------------------- | --------------------- | --------------------- | --------------------- |
| 1er                   | Patrick Bevin         | Nouvelle-Zélande      | BMC Racing Team       | 67 pts                |
| 2e                    | Ethan Hayter          | Royaume-Uni           | Grande-Bretagne       | 46 pts                |
| 3e                    | Julian Alaphilippe    | France                | Quick-Step Floors     | 44 pts                |
| 4e                    | André Greipel         | Allemagne             | Lotto-Soudal          | 43 pts                |
| 5e                    | Emīls Liepiņš         | Lettonie              | ONE Pro Cycling       | 34 pts                |
| 6e                    | Caleb Ewan            | Australie             | Mitchelton-Scott      | 33 pts                |
| 7e                    | Fernando Gaviria      | Colombie              | Quick-Step Floors     | 32 pts                |
| 8e                    | Wout Poels            | Pays-Bas              | Team Sky              | 31 pts                |
| 9e                    | Jasha Sütterlin       | Allemagne             | Movistar Team         | 31 pts                |
| 10e                   | Dion Smith            | Nouvelle-Zélande      | Wanty-Groupe Gobert   | 28 pts                |

| Classement par points | Classement par points | Classement par points | Classement par points | Classement par points |
| Coureur               | Coureur               | Pays                  | Équipe                | Points                |
| --------------------- | --------------------- | --------------------- | --------------------- | --------------------- |
| 1er                   | Patrick Bevin         | Nouvelle-Zélande      | BMC Racing Team       | 67 pts                |
| 2e                    | Ethan Hayter          | Royaume-Uni           | Grande-Bretagne       | 46 pts                |
| 3e                    | Julian Alaphilippe    | France                | Quick-Step Floors     | 44 pts                |
| 4e                    | André Greipel         | Allemagne             | Lotto-Soudal          | 43 pts                |
| 5e                    | Emīls Liepiņš         | Lettonie              | ONE Pro Cycling       | 34 pts                |
| 6e                    | Caleb Ewan            | Australie             | Mitchelton-Scott      | 33 pts                |
| 7e                    | Fernando Gaviria      | Colombie              | Quick-Step Floors     | 32 pts                |
| 8e                    | Wout Poels            | Pays-Bas              | Team Sky              | 31 pts                |
| 9e                    | Jasha Sütterlin       | Allemagne             | Movistar Team         | 31 pts                |
| 10e                   | Dion Smith            | Nouvelle-Zélande      | Wanty-Groupe Gobert   | 28 pts                |

| Classement de la montagne | Classement de la montagne | Classement de la montagne | Classement de la montagne | Classement de la montagne |
| Coureur                   | Coureur                   | Pays                      | Équipe                    | Points                    |
| ------------------------- | ------------------------- | ------------------------- | ------------------------- | ------------------------- |
| 1er                       | Nicholas Dlamini          | Afrique du Sud            | Dimension Data            | 49 pts                    |
| 2e                        | Matthew Holmes            | Royaume-Uni               | Madison Genesis           | 43 pts                    |
| 3e                        | Connor Swift              | Royaume-Uni               | Dimension Data            | 39 pts                    |
| 4e                        | Tony Martin               | Allemagne                 | Katusha-Alpecin           | 31 pts                    |
| 5e                        | James Shaw                | Royaume-Uni               | Lotto-Soudal              | 30 pts                    |
| 6e                        | Scott Davies              | Royaume-Uni               | Dimension Data            | 27 pts                    |
| 7e                        | Vasil Kiryienka           | Biélorussie               | Team Sky                  | 24 pts                    |
| 8e                        | Julian Alaphilippe        | France                    | Quick-Step Floors         | 22 pts                    |
| 9e                        | Tom Moses                 | Royaume-Uni               | JLT Condor                | 22 pts                    |
| 10e                       | Tom Pidcock               | Royaume-Uni               | Team Wiggins              | 18 pts                    |

| Classement de la montagne | Classement de la montagne | Classement de la montagne | Classement de la montagne | Classement de la montagne |
| Coureur                   | Coureur                   | Pays                      | Équipe                    | Points                    |
| ------------------------- | ------------------------- | ------------------------- | ------------------------- | ------------------------- |
| 1er                       | Nicholas Dlamini          | Afrique du Sud            | Dimension Data            | 49 pts                    |
| 2e                        | Matthew Holmes            | Royaume-Uni               | Madison Genesis           | 43 pts                    |
| 3e                        | Connor Swift              | Royaume-Uni               | Dimension Data            | 39 pts                    |
| 4e                        | Tony Martin               | Allemagne                 | Katusha-Alpecin           | 31 pts                    |
| 5e                        | James Shaw                | Royaume-Uni               | Lotto-Soudal              | 30 pts                    |
| 6e                        | Scott Davies              | Royaume-Uni               | Dimension Data            | 27 pts                    |
| 7e                        | Vasil Kiryienka           | Biélorussie               | Team Sky                  | 24 pts                    |
| 8e                        | Julian Alaphilippe        | France                    | Quick-Step Floors         | 22 pts                    |
| 9e                        | Tom Moses                 | Royaume-Uni               | JLT Condor                | 22 pts                    |
| 10e                       | Tom Pidcock               | Royaume-Uni               | Team Wiggins              | 18 pts                    |

| Classement des sprints | Classement des sprints | Classement des sprints | Classement des sprints | Classement des sprints |
| Coureur                | Coureur                | Pays                   | Équipe                 | Points                 |
| ---------------------- | ---------------------- | ---------------------- | ---------------------- | ---------------------- |
| 1er                    | Alex Paton             | Royaume-Uni            | Canyon Eisberg         | 16 pts                 |
| 2e                     | Matthew Holmes         | Royaume-Uni            | Madison Genesis        | 12 pts                 |
| 3e                     | Matthew Bostock        | Royaume-Uni            | Grande-Bretagne        | 7 pts                  |
| 4e                     | Tom Moses              | Royaume-Uni            | JLT Condor             | 7 pts                  |
| 5e                     | Dmitri Strakhov        | Russie                 | Katusha-Alpecin        | 6 pts                  |
| 6e                     | Patrick Bevin          | Nouvelle-Zélande       | BMC Racing Team        | 6 pts                  |
| 7e                     | Connor Swift           | Royaume-Uni            | Dimension Data         | 5 pts                  |
| 8e                     | Vasil Kiryienka        | Biélorussie            | Team Sky               | 5 pts                  |
| 9e                     | Alessandro Tonelli     | Italie                 | Bardiani CSF           | 5 pts                  |
| 10e                    | Pascal Eenkhoorn       | Pays-Bas               | LottoNL-Jumbo          | 4 pts                  |

| Classement des sprints | Classement des sprints | Classement des sprints | Classement des sprints | Classement des sprints |
| Coureur                | Coureur                | Pays                   | Équipe                 | Points                 |
| ---------------------- | ---------------------- | ---------------------- | ---------------------- | ---------------------- |
| 1er                    | Alex Paton             | Royaume-Uni            | Canyon Eisberg         | 16 pts                 |
| 2e                     | Matthew Holmes         | Royaume-Uni            | Madison Genesis        | 12 pts                 |
| 3e                     | Matthew Bostock        | Royaume-Uni            | Grande-Bretagne        | 7 pts                  |
| 4e                     | Tom Moses              | Royaume-Uni            | JLT Condor             | 7 pts                  |
| 5e                     | Dmitri Strakhov        | Russie                 | Katusha-Alpecin        | 6 pts                  |
| 6e                     | Patrick Bevin          | Nouvelle-Zélande       | BMC Racing Team        | 6 pts                  |
| 7e                     | Connor Swift           | Royaume-Uni            | Dimension Data         | 5 pts                  |
| 8e                     | Vasil Kiryienka        | Biélorussie            | Team Sky               | 5 pts                  |
| 9e                     | Alessandro Tonelli     | Italie                 | Bardiani CSF           | 5 pts                  |
| 10e                    | Pascal Eenkhoorn       | Pays-Bas               | LottoNL-Jumbo          | 4 pts                  |

| Classement par équipes | Classement par équipes | Classement par équipes | Classement par équipes |
| Équipe                 | Équipe                 | Pays                   | Temps                  |
| ---------------------- | ---------------------- | ---------------------- | ---------------------- |
| 1re                    | Lotto NL-Jumbo         | Pays-Bas               | 78 h 42 min 01 s       |
| 2e                     | Movistar Team          | Espagne                | + 5 s                  |
| 3e                     | Quick-Step Floors      | Belgique               | + 4 min 10 s           |
| 4e                     | Katusha-Alpecin        | Suisse                 | + 5 min 20 s           |
| 5e                     | BMC Racing Team        | États-Unis             | + 5 min 36 s           |
| 6e                     | Sky                    | Royaume-Uni            | + 6 min 39 s           |
| 7e                     | Mitchelton-Scott       | Australie              | + 7 min 23 s           |
| 8e                     | Wanty-Groupe Gobert    | Belgique               | + 9 min 45 s           |
| 9e                     | Dimension Data         | Afrique du Sud         | + 12 min 26 s          |
| 10e                    | Direct Énergie         | France                 | + 12 min 29 s          |

| Classement par équipes | Classement par équipes | Classement par équipes | Classement par équipes |
| Équipe                 | Équipe                 | Pays                   | Temps                  |
| ---------------------- | ---------------------- | ---------------------- | ---------------------- |
| 1re                    | Lotto NL-Jumbo         | Pays-Bas               | 78 h 42 min 01 s       |
| 2e                     | Movistar Team          | Espagne                | + 5 s                  |
| 3e                     | Quick-Step Floors      | Belgique               | + 4 min 10 s           |
| 4e                     | Katusha-Alpecin        | Suisse                 | + 5 min 20 s           |
| 5e                     | BMC Racing Team        | États-Unis             | + 5 min 36 s           |
| 6e                     | Sky                    | Royaume-Uni            | + 6 min 39 s           |
| 7e                     | Mitchelton-Scott       | Australie              | + 7 min 23 s           |
| 8e                     | Wanty-Groupe Gobert    | Belgique               | + 9 min 45 s           |
| 9e                     | Dimension Data         | Afrique du Sud         | + 12 min 26 s          |
| 10e                    | Direct Énergie         | France                 | + 12 min 29 s          |

## Évolution des classements
| Étape              | Vainqueur          | Classement général | Classement par points | Classement de la montagne | Classement des sprints | Classement par équipes |
| ------------------ | ------------------ | ------------------ | --------------------- | ------------------------- | ---------------------- | ---------------------- |
| 1                  | André Greipel      | André Greipel      | André Greipel         | Nicholas Dlamini          | Matthew Bostock        | Royaume-Uni            |
| 2                  | Cameron Meyer      | Alessandro Tonelli | Cameron Meyer         | Scott Davies              | Matthew Teggart        | Quick-Step Floors      |
| 3                  | Julian Alaphilippe | Patrick Bevin      | Julian Alaphilippe    | Scott Davies              | Matthew Teggart        | Movistar               |
| 4                  | André Greipel      | Patrick Bevin      | Patrick Bevin         | Nicholas Dlamini          | Matthew Holmes         | Movistar               |
| 5                  | Lotto NL-Jumbo     | Primož Roglič      | Patrick Bevin         | Nicholas Dlamini          | Matthew Holmes         | Lotto NL-Jumbo         |
| 6                  | Wout Poels         | Julian Alaphilippe | Patrick Bevin         | Nicholas Dlamini          | Matthew Holmes         | Lotto NL-Jumbo         |
| 7                  | Ian Stannard       | Julian Alaphilippe | Patrick Bevin         | Nicholas Dlamini          | Alex Paton             | Lotto NL-Jumbo         |
| 8                  | Caleb Ewan         | Julian Alaphilippe | Patrick Bevin         | Nicholas Dlamini          | Alex Paton             | Lotto NL-Jumbo         |
| Classements finals | Classements finals | Julian Alaphilippe | Patrick Bevin         | Nicholas Dlamini          | Alex Paton             | Lotto NL-Jumbo         |